# Dane Carlaw

a Compétitions nationales et continentales officielles uniquement.

b Matchs officiels uniquement.
Dane Carlaw est un joueur australien de rugby à XIII.

## Biographie
De 1999 à 2007, il joue pour les Brisbane Broncos, puis en 2008 sous les couleurs de l'USAP.
En 2010, il retourne dans son ancien club australien.

## Palmarès
- 2007 : Vainqueur du State of Origin avec les Queensland Maroons.
- 2006 : Vainqueur de la National Rugby League avec les Brisbane Broncos.
- 2002 : Vainqueur du State of Origin avec les Queensland Maroons.
- 2001 : Vainqueur du State of Origin avec les Queensland Maroons.
- 2000 : Vainqueur de la National Rugby League avec les Brisbane Broncos.

## Distinctions personnelles
- 2007 : Sélectionné à 1 reprise au State of Origin avec les Queensland Maroons.
- 2005 : Sélectionné à 1 reprise au State of Origin avec les Queensland Maroons.
- 2004 : Sélectionné à 3 reprises au State of Origin avec les Queensland Maroons.
- 2003 : Sélectionné à 3 reprises au State of Origin avec les Queensland Maroons.
- 2002 : Sélectionné à 3 reprises au State of Origin avec les Queensland Maroons.
- 2001 : Sélectionné à 2 reprises au State of Origin avec les Queensland Maroons.

## Carrière internationale
- Australie : 6 sélections.
- State of Origin : 13 sélections.

## Statistiques en Super league
| Saison | Club             | Championnat  | Matchs | Essais | Transf. | Drops | Carton jaune | Carton rouge | Points |
| ------ | ---------------- | ------------ | ------ | ------ | ------- | ----- | ------------ | ------------ | ------ |
| 2008   | Dragons Catalans | Super League | 24     | 3      | 0       | 0     | 0            | 0            | 12     |
| 2009   | Dragons Catalans | Super League | 21     | 2      | 0       | 0     | 0            | 0            | 8      |
| 2010   | Dragons Catalans | Super League | 26     | 4      | 0       | 0     | 0            | 0            | 16     |
| TOTAL  | TOTAL            | TOTAL        | 73     | 9      | 0       | 0     | 0            | 0            | 36     |